# St. Marks (Florida)
St. Marks is een plaats (city) in de Amerikaanse staat Florida, en valt bestuurlijk gezien onder Wakulla County.

## Demografie
Bij de volkstelling in 2000 werd het aantal inwoners vastgesteld op 272.

## Geografie
Volgens het United States Census Bureau beslaat de plaats een oppervlakte van
5,0 km², geheel bestaande uit land.

## Plaatsen in de nabije omgeving
De onderstaande figuur toont nabijgelegen plaatsen in een straal van 56 km rond St. Marks.